# Václav Tichý (fotbalista)
Václav Tichý (1941 – 27. srpna 2019 Chrudim) byl český fotbalový záložník. Po skončení hráčské kariéry působil jako masér v klubech SK Chrudim, FK Slovan Pardubice a TJ Sokol Živanice.

## Hráčská kariéra
V československé lize hrál za TJ VCHZ Pardubice v osmnácti utkáních, aniž by skóroval. Debutoval v neděli 15. září 1968 a naposled v nejvyšší soutěži startoval v sobotu 14. června 1969. V nižších soutěžích nastupoval také za Chrudim.

### Prvoligová bilance
| Ročník             | Zápasy | Góly | Minuty | Klub              |
| ------------------ | ------ | ---- | ------ | ----------------- |
| I. liga 1968/69    | 18     | 0    | 1 350  | TJ VCHZ Pardubice |
| CELKEM I. ČS. LIGA | 18     | 0    | 1 350  |                   |

## Úmrtí
Zemřel v úterý 27. srpna 2019 v Chrudimi po dlouhé těžké nemoci. Poslední rozloučení s Václavem Tichým se konalo v úterý 3. září 2019 od 11 hodin ve smuteční obřadní síni v Chrudimi.